# Einzelzeitfahren
Das  Einzelzeitfahren (Abk. EZF, englisch individual time trial, kurz ITT; französisch contre la montre individuelle, kurz CLM) ist eine Disziplin des Straßenradsports, bei der die konkurrierenden Fahrer nicht zusammen starten, sondern alleine „gegen die Uhr“ (contre la montre) und sich die Platzierungen der Fahrer aus der Reihenfolge der geringsten Fahrtzeit ergibt.
Sonderfälle des Einzelzeitfahrens sind der Prolog und das Bergzeitfahren. Bei Zeitfahren, die in Teams bestritten werden, spricht man dagegen von Mannschaftszeitfahren. Fahrer, die für Zeitfahrwettbewerbe besonders geeignet sind, werden oft als Zeitfahrspezialisten bezeichnet.

## Reglement

Startrampe für das Einzelzeitfahren bei der Tour de France

Einzelzeitfahren werden als Eintagesrennen oder im Rahmen von Etappenrennen über eine Distanz von maximal 80 Kilometern bei den Männern, bzw. 40 Kilometern bei den Frauen ausgetragen. Das Windschattenfahren ist verboten. Überholt ein Fahrer den vor ihm gestarteten Fahrer, dürfen sich die Fahrer gegenseitig nicht unterstützen. Ein Verstoß ist mit Zeitstrafen zu ahnden und kann bis hin zur Disqualifikation führen.
Die Startreihenfolge bei Einzelzeitfahren im Rahmen von Etappenrennen ergibt sich grundsätzlich aus der umgekehrten Reihenfolge der Gesamtwertung, wobei die Jury Ausnahmen festlegen kann, um den Start von zwei Fahrern einer Mannschaft hintereinander zu verhindern. Bei Prologen und Einzelzeitfahren auf der ersten Etappe legt der Veranstalter im Einvernehmen mit der Jury die Reihenfolge der Mannschaften fest und die Mannschaften die Reihenfolge ihrer Fahrer.

## Geschichte
Die ersten herausragenden Einzelzeitfahren fanden bei den Olympischen Sommerspielen 1912, 1920, 1928 und 1932 statt. Dort wurden die Olympiasieger im Straßenradsport in Einzelzeitfahren ermittelt.
1932 begründete der damalige Chefredakteur der Zeitung Paris-Soir Gaston Bénac den Grand Prix des Nationes. Das Rennen blieb über viele Jahre das bedeutendste Zeitfahren im Straßenradsport und wurde zum Vorbild weiterer Zeitfahrwettbewerbe (Grand Prix Forli, Grand Premio di Lugano, Grand Prix de France und andere), die nach und nach sowohl im Berufsradsport als auch bei den Amateuren entstanden. 1934 übernahm der Begründer der Tour de France Henri Desgrange, nachdem der Grand Prix des Nationes in den ersten Jahren immer französische Sieger hervorgebracht hatte, das Einzelzeitfahren in die Tour. Nach dem Zweiten Weltkrieg wurden Einzelzeitfahren zunehmend Bestandteil von Etappenrennen. Auch nationale Meisterschaften in dieser Disziplin etablierten sich immer mehr, nachdem diese bereits seit 1932 in Frankreich ausgetragen wurden. Eine längere Tradition wiesen nur die skandinavischen Länder, Großbritannien und Australien auf, wo diese Meisterschaften teilweise schon seit 1909 veranstaltet wurden.

## Wichtige Einzelzeitfahren
Bei der Tour de France wurde erstmals 1934 ein Einzelzeitfahren ausgetragen. Seit den Weltmeisterschaften 1994 wird ein Weltmeister im Einzelzeitfahren ermittelt, zwei Jahre später wurde das Einzelzeitfahren olympisch. Zuvor galt der prestigeträchtige Grand Prix des Nations als inoffizielle Zeitfahrweltmeisterschaft. Auch bei den deutschen Straßenrad-Meisterschaften wird jährlich der deutsche Meister im Einzelzeitfahren ermittelt.

## Bergzeitfahren

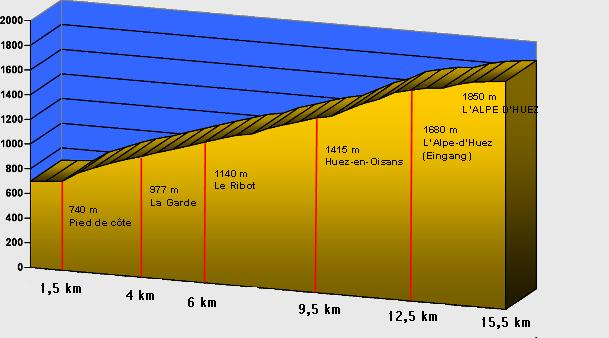
Profil des 15,5 km langen Bergzeitfahrens nach L’Alpe d’Huez

Das Bergzeitfahren (BZF, englisch hill climb time trial) stellt eine Spezialdisziplin des Einzelzeitfahrens dar. Hierbei wird meistens eine relativ kurze Strecke befahren, welche allerdings fast durchgängig mit hohen Steigungsprozenten versehen ist. Das Ziel liegt nicht – wie bei den flachen Zeitfahren meistens der Fall – auf dem Niveau des Starts, so dass diese Strecken keine Abfahrten enthalten. In manchen Fällen enthalten sie aber kurze Flachstücke. Große Bergzeitfahren gab es z. B. bei der 16. Etappe der Tour de France 2004 von Le Bourg-d’Oisans nach L’Alpe d’Huez und bei der Dauphiné Libéré 2004, als der Mont Ventoux erklommen wurde. Diese Etappen können für das Gesamtklassement einer Grand Tour entscheidend sein. So konnte sich Tadej Pogačar in der 20. Etappe den Gesamtsieg der Tour de France 2020 vor Primož Roglič sichern.